# Pustulopora danziensis
Pustulopora danziensis är en mossdjursart som beskrevs av Brood 1976. Pustulopora danziensis ingår i släktet Pustulopora och familjen Pustuloporidae. Inga underarter finns listade i Catalogue of Life.